# مسجد حسن كتخدا الشعراوي
مسجد حسن كتخدا الشعراوي هو المسجد المبني على بقايا الإيوان الجنوبي الشرقي للمدرسة الكاملية المندثر تماماً ويتكون من بيت صلاة مستطيل المساحة تقريبا مقسم إلي ثلاث بلاطات تسير موازية لجدار القبلة بواسطة زوجين من الأعمدة الرخامية.